# 徳島県立防災センター
徳島県立防災センター（とくしまけんりつぼうさいセンター）は、徳島県板野郡北島町にある徳島県の防災センター。徳島県消防学校に併設されている。
2004年（平成16年）7月9日にオープン。

## 施設
- 1F
  - 受付
  - エントランスホール
  - 防災ガイダンス
  - 防災対策コーナー
  - 地震体験
  - 消防防災活動紹介
  - 視聴覚室
  - 研究室
  - 防災ライブラリー
- 2F
  - 通報体験
  - 風雨体験
  - 煙体験
  - 消火体験
  - VR避難体験
  - 救命体験
  - 管理室

## 利用情報
- 開館時間：9:00〜17:00
- 休館日：毎週月曜日(祝日の場合は開館、翌日休館)、毎月第1火曜日(祝日の場合は開館）、年末年始(12月28日〜1月4日)
- 入館料：無料
- 駐車場：一般車両21台、大型バス5台

## 交通
- JR高徳線吉成駅より川内(北島)方面へ車で約5分。
- 徳島バスグリーンタウン線・立道線・鍛冶屋原線(住吉経由)・北島藍住線、応神ふれあいバスフジグラン前バス停下車、徒歩約5分。徳島バス鳴門線(老門経由)日清紡前バス停下車、徒歩約15分。
- 徳島自動車道藍住ICより車で約10分。高松自動車道板野ICより車で約20分。鳴門ICより車で約15分。